# Історичне дослідження
Історичне дослідження базується на історичних джерелах, з них історик черпає інформацію про минуле, яку він інтерпретує, осмислює і на основі якої відтворює, реконструює (чи конструює) картину-образ минулого.
Історичне дослідження починається з виявлення джерел (евристика) з вибраної теми. Всі джерела, використовувані в історичних дослідженнях, можна розділити на два основних класи: історичні й археологічні. У випадках, коли письмові джерела відсутні, використовують винятково археологічні джерела. Найважливішими історичними джерелами є письмові тексти — хроніки, документи, листи, тощо. — їх називають первинними історичними текстами.
Історичні джерела виступають як свідчення, відображення, образи, сліди минулого, використання яких послуговується для реконструкції історичного минулого. У ході такої реконструкції виникають історичні праці — їх називають вторинними історичними текстами (або історіографією).
Приступаючи до дослідження джерел, історик повинен знати історичну обстановку, своєрідність мислення і особливості передачі інформації в епоху, що вивчається, володіти спеціальними знаннями, необхідними для роботи з документами вибраного періоду (наприклад, для епохи феодалізму — знання палеографії, історичної граматики і ін.).
Визначення достовірності джерела складається з вирішення трьох завдань: встановлення тексту, інтерпретація джерела і вивчення його походження.
Одним із найважливіших принципів забезпечення валідності результатів дослідження є принцип об'єктивності, який зобов'язує розглядати історичні явища і події у всій їх складності, багатогранності й суперечливості, з урахуванням усієї сукупності позитивних і негативних сторін їх змісту, незалежно від того, чи подобаються вони дослідникові чи ні.